# Kono (Distrikt)
Kono ist ein Distrikt Sierra Leones mit 424.285 Einwohnern (Stand 2021). Er liegt in der Provinz Eastern im Osten des Landes, an der Grenze zu Guinea. Seine Hauptstadt ist Koidu, weitere Städte sind Yengema und Motema. Der Distrikt ist in 14 Chiefdoms (Häuptlingstümer) eingeteilt.
Kono umfasst eine Fläche von 5.641 km². Der Sankan Biriwa in den Tingi Hills ist die höchste Erhebung in Kono und die zweithöchste in ganz Sierra Leone.

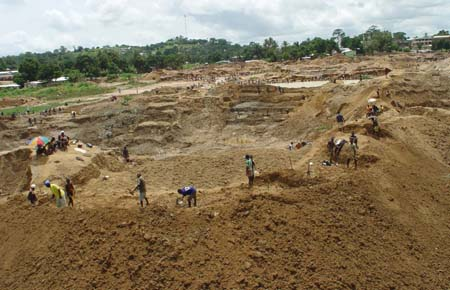
Diamantenmine im Kono-Distrikt

Wichtigste Volksgruppen im Kono-Distrikt sind die Kono, Mende, Kissi und Temne. Die Wirtschaft in Kono besteht in Diamanten- und Goldabbau, Reisanbau, Kaffee- und Kakaoplantagen. Vor dem Bürgerkrieg in Sierra Leone war Kono der „Brotkorb“ des Landes.
Nicht zuletzt wegen seiner Diamantenvorkommen (siehe auch: Blutdiamanten) gehörte Kono zu den am stärksten vom Bürgerkrieg betroffenen Gebieten. Als einziger Distrikt hatte Kono 2004 weniger Einwohner als 1985 (389.657). Heute ist, wie in anderen Landesteilen, der Wiederaufbau im Gange. Auch der Diamantenabbau soll verstärkt der Bevölkerung und der Entwicklung der Region zugutekommen.
Der Distrikt verfügte 2006 über 69 Gesundheitseinrichtungen, darunter ein staatliches Krankenhaus, eine Missions- und eine NGO-Klinik und vier Privatkliniken. 2005 waren 1 % der Bewohner HIV-positiv. 2004/2005 gab es 187 Primar- und 18 Sekundarschulen. Die Alphabetisierungsrate lag 2004 für die Stadt Koidu bei 42 % (49 % für Männer und 32 % für Frauen), im übrigen Distrikt betrug sie 27 % (Männer 35 %, Frauen 19 %). 45,2 % der Kinder in Koidu und 42,3 % im übrigen Kono besuchten eine Schule.